# Regione di Diffa
La regione di Diffa (ufficialmente Région de Diffa, in francese) è una delle 8 regioni del Niger. Prende il nome dal suo capoluogo Diffa.

## Dipartimenti

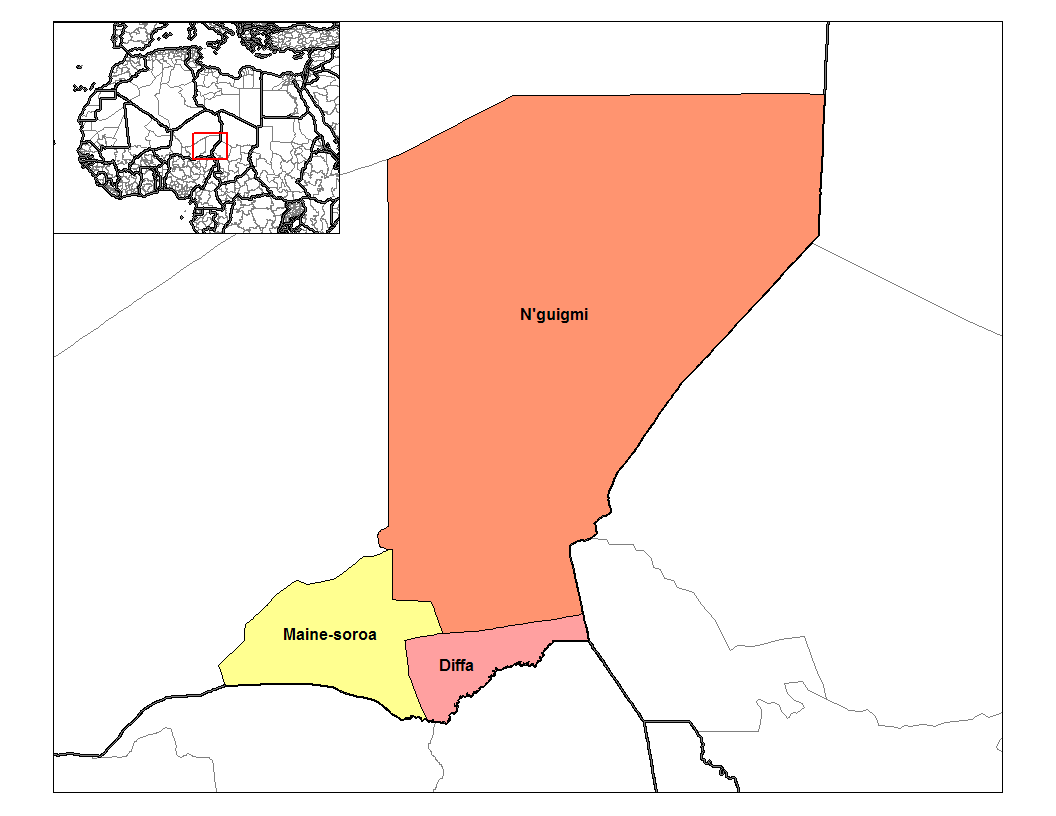
Dipartimenti di Diffa

Diffa è diviso in 3 dipartimenti:
- Diffa
- Maine-Soroa
- N'guigmi